# Король Річард
«Король Річард» (англ. King Richard) — спортивна драма режисера Рейнальдо Маркуса Гріна 2021 року. У головній ролі Вілл Сміт. Вихід був запланований на 2020 рік, але був перенесений, через зміни в розкладі, спричинені Ковід-19.

## Сюжет
Згідно з опублікованим синопсисом, фільм розповість про життя батька відомих тенісисток Вінус і Серени Вільямс.

## В ролях
| Актор            | Роль           |
| ---------------- | -------------- |
| Вілл Сміт        | Річард Вільямс |
| Джон Бернтал     | Рік Маккі      |
| Тоні Голдвін     | Пол Кохен      |
| Онжаню Елліс     | Бренді Вільямс |
| Ділан Макдермотт | Вілл Ходжес    |
| Сьюзі Абромейт   | Робін Фінн     |
| Ной Бін          | Стівен         |
| Катріна Бегін    | Енн Уоркестер  |
| Санія Сідні      | Вінус Вільямс  |
| Демі Сінглтон    | Серена Вільямс |

## Виробництво

### Сценарій
Ідея створення фільму про батька Серени та Вінус Вільямс прийшла до Тіма та Тревора Уайта у 2014 році як результат численних обговорень та пошуку осіб та історій, які могли б лягти в основу оригінальних фільмів. З 2014 року Тім та Тревор поспілкувались великою кількістю сценаристів (25-30 осіб), обговорюючи ідею написання сценарію по історії Річарда Вільямса. Нарешті у 2017 році Тім та Тревіс звернулись до Зака Бейліна, який запропонував своє бачення цієї історії, яке влаштувало продюсерів.
В травні 2018 року було отримано сценарій від Зака Бейліна, яким швидко зацікавився Вілл Сміт. Але однією з вимог Сміта було залучення до виробництва фільму сім'ї Вільямс. В вересні 2018 було проведено першу зустріч з Ішею Прайс, яка потім і представляла інтереси сім'ї Вільямс та стала виконавчим продюсером фільму. «До нас неодноразово звертались щодо створення фільму про сім'ю Вільямс, але ми ніколи не вважали це доречним, оскільки її історія ще не завершена. Але цей сценарій був іншим», — зазначила Іша Прайс.

### Фільмування
Підготовка до зйомок розпочалась восени 2019 року, а самі зйомки — в лютому 2020 року. Через пандемію коронавірусу після 18 днів активних зйомок, процес було перенесено на жовтень 2020. Також частина локацій району Комптона у 2020 році значно змінилась порівняно з тим періодом, коли Серена та Вінус тренувались тут, тому доводилось знімати в інших місцях.

### Вихід
Вихід був запланований на 2020 рік, але був перенесений на листопад 2021 року, через зміни в розкладі спричинені пандемією Ковід-19.

## Касові збори
Загальні збори в США і Канаді сягнули 15,1 млн долларів США, що становить майже 40 %  від загальносвітових зборів загальною сумою в 38,4 млн долларів США. В перший вікенд картина зібрала в кінотеатрах США та Канади 5,4 млн долларів США.

## Нагороди та номінації
Американська кіноакадемія оголосила номінантів на здобуття премії «Оскар» у 2022 році. Так фільм «„Король Річард“» потрапив у номінацію в наступних категоріях: Кращий фільм, Найкращий актор, Найкраща акторка другого плану, Найкращий оригінальний сценарій. Нагороду здобув у номінації Найкращий актор (Вілл Сміт).